# آرتیست
آرتیست (به انگلیسی: The Artist) فیلمی فرانسوی در سبک عاشقانه و کمدی-درام محصول سال ۲۰۱۱ به کارگردانی میشل آزاناویسوس است و ژان دوژاردن و برنیس بژو بازیگران اصلی آن می‌باشند. داستان فیلم مربوط به سال‌های ۱۹۲۷ تا ۱۹۳۲ در هالیوود می‌باشد که سینمای صامت در حال افول بوده و گذر به سوی سینمای ناطق بوده‌است و بازیگران آن دچار مشکل شده‌اند. این فیلم خود به صورت صامت و سیاه-سفید فیلم‌برداری شده‌است. منتقدان از این فیلم تمجید بسیاری کرده‌اند.
آزاناویسوس در خصوص موفقیت فیلمش گفته‌است: «شاید چون آرتیست یک فیلم عاشقانه ساده است. جهانی است و یک سگ دوست‌داشتنی دارد. مردم عاشق سگ‌های دوست‌داشتنی‌اند.»
او در پاسخ به این سؤال که چرا از ساختار صامت برای فیلمش استفاده کرده‌است، می‌گوید: «وقتی به عنوان یک تماشاگر، فیلم صامتی را می‌بینم، به نظرم داستانش به شکلی بسیار تکنیکی روایت می‌شود و چون هیچ صدایی وجود ندارد، تماشاگر تمام صداها را در ذهنش بازتولید می‌کند. با این کار مخاطب بخشی از خودش را در فرایند داستان‌گویی شریک می‌کند و بنابراین بسیار بیشتر از یک فیلم ناطق درگیر داستان، شخصیت‌ها و چیزهای دیگر می‌شود. من می‌خواستم همین تجربه را با دیگران سهیم شوم.»

## جوایز
آرتسیت در جایزه گلدن گلوب در ۶ بخش نامزد شد و توانست در ۱۵ ژانویهٔ ۲۰۱۲، برنده ۳ جایزه (بهترین فیلم کمدی یا موزیکال، بهترین موسیقی متن و بهترین بازیگر مرد کمدی یا موزیکال) شود. در ژانویهٔ ۲۰۱۲ این فیلم برای ۱۲ جایزه در بفتا نامزد شد و توانست در شصت و پنجمین دورهٔ این جشنواره، ۷ جایزه (بهترین کارگردانی، بهترین فیلم‌نامه‌نویسی، بهترین بازیگر مرد، بهترین موسیقی، بهترین طراحی لباس، بهترین فیلم‌برداری و بهترین فیلم) را از آن خود کند. آرتسیت هم‌چنین توانسته‌است جایزهٔ بهترین فیلم و بهترین کارگردانی حلقهٔ منتقدان فیلم لندن و کارگردانش، میشل آزاناویسوس، جایزهٔ بهترین کارگردانی جایزه انجمن کارگردانان آمریکا را به دست آورد.

این فیلم صامت در ۵ رشته (بهترین فیلم سال، بهترین کارگردانی، بهترین بازیگر مرد، بهترین موسیقی متن، بهترین طراحی لباس) برنده جایزهٔ اسکار شد.

## بازیگران
- ژان دوژاردن - جرج ولنتین
- برنیس بژو - پپی میلر
- آگی - سگ، جک
- جان گودمن - ال زیمر
- جیمز کرامول - کلیفتون
- میسی پایل - کنستانس
- پنلوپه آن میلر - دوریس ولنتین
- مالکوم مک‌داول - سرخدمتکار
- بیتسی تالوک - نورما
- بت گرانت - پیشخدمت پپی
- اد لاوتر - اولین رانندهٔ پپی
- جن لیلی - تماشاگر
- کن داویتیان - گروبردار